# Saint-Front-de-Pradoux
Saint-Front-de-Pradoux is een gemeente in het Franse departement Dordogne (regio Nouvelle-Aquitaine). De plaats maakt deel uit van het arrondissement Périgueux. Saint-Front-de-Pradoux telde op 1 januari 2022 1.157 inwoners.

## Geografie
De oppervlakte van Saint-Front-de-Pradoux bedraagt 9,01 km², de bevolkingsdichtheid is 132 inwoners per km² (per 1 januari 2019). Door de gemeente stroomt de Isle.
De onderstaande kaart toont de ligging van Saint-Front-de-Pradoux met de belangrijkste infrastructuur en aangrenzende gemeenten.

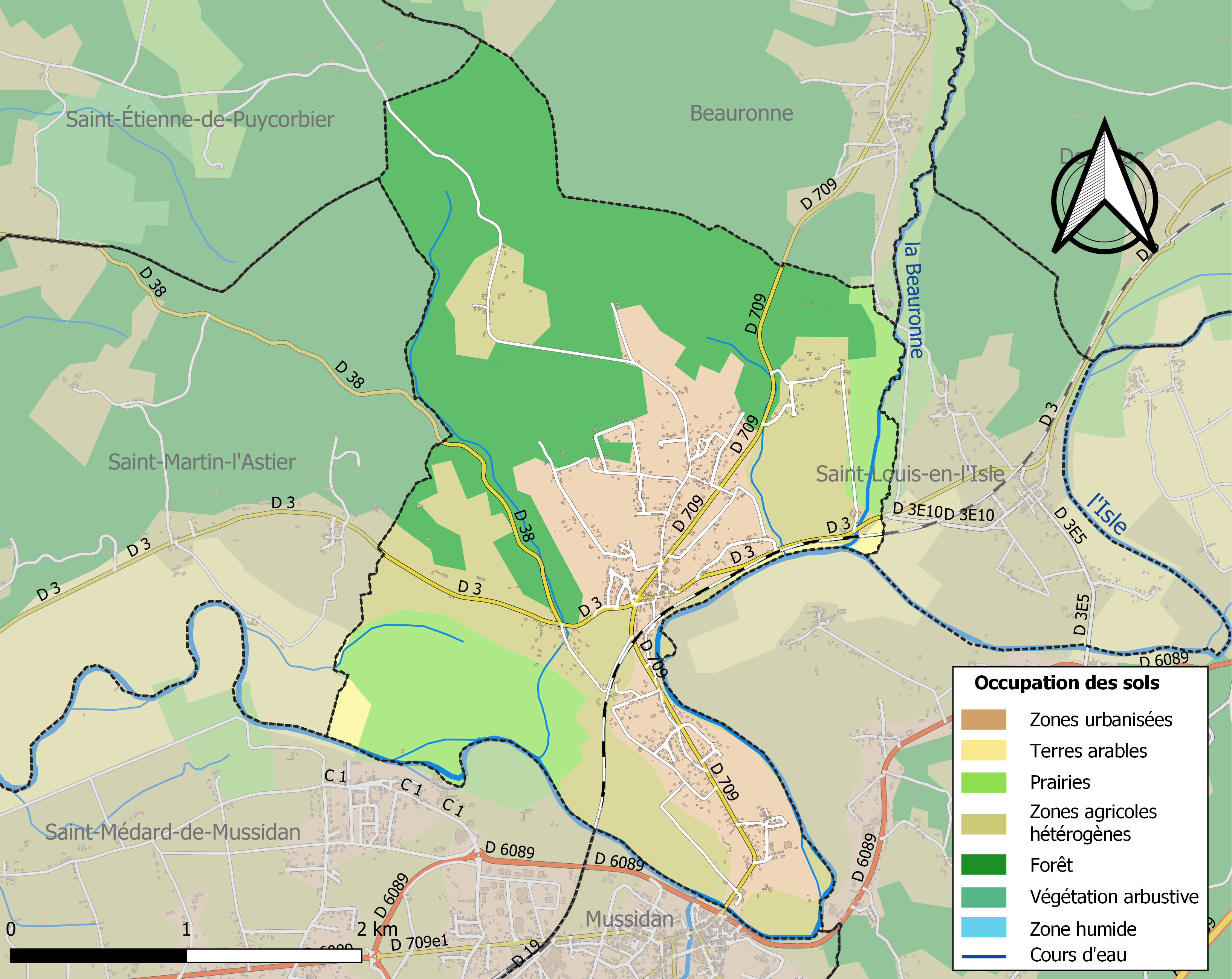

## Demografie
Onderstaande figuur toont het verloop van het inwonertal (bron: INSEE-tellingen).